# Can Dauner
Can Dauner és una casa del municipi de la Jonquera inclosa en l'Inventari del Patrimoni Arquitectònic de Catalunya.

## Descripció
És una casa entre mitgeres de planta rectangular que consta de planta baixa, dos pisos i coberta aterrasada, situada al centre del poble. La façana ha estat articulada amb un seguit de motius que a més de tenir una funció estructural presenten un clar paper decoratiu i ornamental. Al primer pis una llarga balconada de ferro forjat s'estén al llarg de tota la façana. A ella hi donen tres finestres, dos allindanades més senzilles i una (l'esquerra) més ample, conformada per un arc rebaixat amb volutes als extrems. Alineades amb aquestes obertures, les del segon pis donen a tres balcons individuals que presenten els mateixos farratges treballats. És interessant la finestra de l'esquerra, perquè ofereix una estructura de tribuna en quedar emmarcada per dos columnetes de tipus clàssic que sostenen un porxo lleugerament bombat. La casa té un ràfec força voluminós. La sensació de pesantor de tots els elements queda accentuada per les grans mènsules que sostenen tots els balcons de la casa. S'aprecia també la presència d'elements ceràmics policroms a les llindes de les portes.